# Operación Bolívar
Operación Bolívar fue el nombre en clave que recibieron las operaciones de espionaje de la Alemania nazi en América Latina, especialmente en la parte sur durante la Segunda Guerra Mundial.

## Hechos
Entre los objetivos de expansión nazi, estaba ocupar gran parte de América Latina debido a la importante población alemana que ahí había –como resultado de la colonización germana del siglo XIX– y que podía facilitar su ocupación. Así, en 1941 Brasil contaba con una población de 360.000 alemanes y descendientes directos, Argentina con 194.000, Chile con 129.000, y aprovechando la importante población de origen alemán se planificó la Operación Bolívar, que estuvo bajo el control operacional del Departamento VID 4 del Sicherheitsdienst (Servicio de Seguridad alemán), y fue concebida inicialmente para la recolección y transmisión de información clandestina desde América Latina a Europa. El principal responsable y encargado de la operación fue Johannes Siegfried Becker, cuyo nombre clave era «Sargo». En general, los nazis fueron exitosos en establecer una red secreta de comunicaciones de radio desde su estación de control en Argentina, así como un sistema de mensajería a través de los barcos mercantes de la España franquista, para el traslado de documentación de inteligencia.
Para ampliar la operación, Becker viajó a Brasil, donde instaló y operó tres estaciones de radio dedicadas a la transmisión de información secreta desde San Pablo hacia Berlín. Posteriormente, instalaron bases de transmisión radial en Paraguay y Chile. En 1942, la estación chilena transmitía información recogida por agentes ubicados en Perú, Colombia, Ecuador, Guatemala, México y Estados Unidos. Para financiar estas operaciones el gobierno alemán enviaba a sus agentes piedras preciosas y medicamentos de alto valor que eran vendidos en dichos países.
El 4 de noviembre de 1943, un agente nazi fue interceptado por los británicos cuando viajaba hacia Argentina, lo que expuso a la Operación Bolívar. El gobierno de los Estados Unidos tenía serias sospechas de la complicidad del gobierno argentino con el régimen nazi, vínculos que causaron un escándalo político. A mediados de 1944, las autoridades argentinas lograron arrestar a gran parte de los agentes que operaban en su territorio, desbaratando todas las actividades de la operación. Es más, se cree que la información recolectada por la operación le fue más útil a los Aliados —que habían interceptado muchas de las transmisiones secretas— que a los alemanes.